# Grã-Bretanha nos Jogos Olímpicos de Inverno de 1960
A Grã-Bretanha competiu nos Jogos Olímpicos de Inverno de 1960, realizados em Squaw Valley, Estados Unidos.